# 马尔萨克附近维勒纳沃
马尔萨克附近维勒纳沃（法語：Villenave-près-Marsac，法語發音：[vilnav pʁɛ maʁsak]）是法国上比利牛斯省的一个市镇，属于塔布区。

## 地理
马尔萨克附近维勒纳沃（43°20'0"N, 0°5'20"E）面积1.12 平方千米，位于法国奧克西塔尼大區上比利牛斯省，该省份为法国西南部内陆省份，北至热尔省，西接大西洋比利牛斯省，南与西班牙接壤，东临上加龙省。
与马尔萨克附近维勒纳沃接壤的市镇（或旧市镇、城区）包括：卡马莱斯、马尔萨克、皮若、托斯塔、于纽阿。
马尔萨克附近维勒纳沃的时区为UTC+01:00、UTC+02:00（夏令时）。

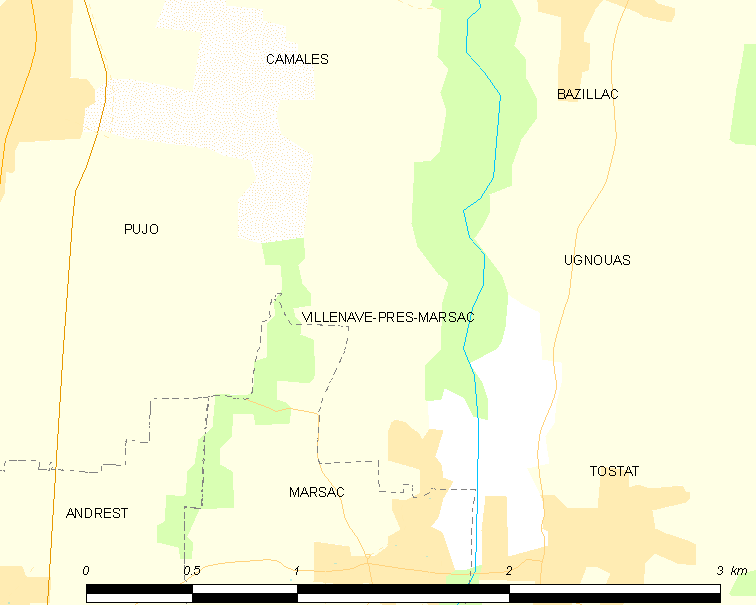
马尔萨克附近维勒纳沃的OSM定位图

## 行政
马尔萨克附近维勒纳沃的邮政编码为65500，INSEE市镇编码为65477。

## 政治
马尔萨克附近维勒纳沃所属的省级选区为比戈尔地区维克县。

## 人口

1962-2008年间马尔萨克附近维勒纳沃人口变化图示

马尔萨克附近维勒纳沃于2022年1月1日时的人口数量为110人。